# Alpha Condé
Alpha Condé (Boké, 4 maart 1938) is een Guinees politicus. Van december 2010 tot september 2021 was hij president van Guinee. Hij werd afgezet en gevangengenomen door coupplegers.

## Biografie
Op 15-jarige leeftijd vertrok Alpha Condé naar Frankrijk, waar hij politieke wetenschappen studeerde aan de Universiteit Parijs 1 Panthéon-Sorbonne. Hij werkte er meer dan tien jaar aan de faculteit der rechtswetenschappen en was onder andere actief in de Vereniging voor Guinese studenten in Frankrijk (AEGF) en de Federatie voor zwarte Afrikaanse studenten in Frankrijk (FEANF). In 1991 keerde hij terug naar Guinee.
Condé werd politiek leider van de sociaaldemocratische Rassemblement du Peuple Guinéen (RPG) en deed in 1993 mee aan de eerste Guinese presidentsverkiezingen waaraan meerdere kandidaten konden deelnemen. Hierbij bemachtigde hij 19% van de stemmen en werd ruim verslagen door zittend president Lansana Conté, die meer dan de helft van de stemmen verwierf. Aanhangers van Condé beweerden dat er gefraudeerd was, onder andere omdat de resultaten in de regio's Kankan en Siguiri, waar Condé meer dan 90% van de stemmen had behaald, ongeldig waren verklaard.
Bij de presidentsverkiezingen van 1998 was Condé wederom kandidaat. Net als vijf jaar eerder werd hij verslagen door president Conté, die opnieuw meer dan de helft van de stemmen binnenhaalde. Twee dagen na de verkiezingen werd Condé gearresteerd en ervan beschuldigd dat hij illegaal het land probeerde te verlaten. Ook zou hij geprobeerd hebben de regering te destabiliseren. Tijdens zijn gevangenschap ontstond controverse over de vraag of Condé verdedigd mocht worden door buitenlandse advocaten en of zijn advocaten vrije toegang tot hem hadden. Het proces zou beginnen in september 1999, maar werd enkele malen uitgesteld. Uiteindelijk werd Condé, samen met 47 medegedaagden, officieel beticht van het inschakelen van huurlingen om een aanslag te plegen op president Conté, alsmede van het aantasten van de staatsveiligheid. In september 2000 werd Condé veroordeeld tot vijf jaar cel.
In mei 2001 werd hem gratie verleend door president Conté, onder voorwaarde dat hij af zou zien van verdere politieke activiteiten. Na zijn vrijlating vertrok Condé naar Frankrijk en keerde terug in 2005. In december 2008, na het overlijden van president Conté, werd in Guinee een militaire staatsgreep gepleegd onder leiding van Moussa Dadis Camara. Condé ontmoette Camara kort daarop en leek bereid te zijn deel te nemen aan een regering onder zijn militaire bewind. Later voerde hij echter toch oppositie en werd hij door Camara bekritiseerd.

### Presidentschap
In 2010 werden, na veel uitstel, nieuwe presidentsverkiezingen gehouden in Guinee. Het waren de eerste vrije democratische verkiezingen sinds de onafhankelijkheid van het land in 1958. De eerste ronde vond plaats op 27 juni, waarbij Condé 18% van de stemmen behaalde tegen 44% voor zijn opponent Cellou Dalein Diallo van de liberale UFDG. De tweede ronde stond gepland voor 18 juli, maar werd ook meerdere keren uitgesteld en vond uiteindelijk pas plaats op 7 november. Hieraan voorafgaand ontstonden grote spanningen tussen de twee grootste etnische groepen in Guinee, de Fulbe (in meerderheid aanhangers van Diallo) en de Malinke (vooral aanhangers van Condé). In de hoofdstad Conakry vonden meermaals rellen plaats tussen de aanhangers en tegenstanders van beide kandidaten. In de tweede ronde won Condé de verkiezingen met 52,5% van de stemmen, maar Diallo accepteerde zijn nederlaag aanvankelijk niet. Op 18 november riep het leger de noodtoestand uit. Uiteindelijk werd Condé op 21 december 2010 ingezworen als president van Guinee, als eerste vrij verkozen president in de geschiedenis van het land.
In juli 2011 werd de presidentiële woning van Condé onder vuur genomen. Drie mensen kwamen om, maar Condé zelf bleef ongedeerd. Een voormalige legerchef en een lid van de presidentiële garde werden opgepakt, drie dagen later gevolgd door de arrestatie van 38 soldaten die ook bij de aanslag betrokken zouden zijn geweest. Velen van hen hadden banden met het voormalige militaire regime.
In 2013 werd Condé hevig bekritiseerd, nadat hij pogingen zou hebben gedaan om de parlementsverkiezingen te beïnvloeden. Dit resulteerde in wekenlange protesten en geweld in de straten van Conakry, waarbij minstens negen demonstranten omkwamen. De oppositiepartijen besloten de verkiezingen gezamenlijk te boycotten. Ondanks de hevige kritiek slaagde Condé erin om in 2015 herkozen te worden als president. In de eerste ronde van de presidentsverkiezingen bemachtigde hij direct een meerderheid van 58%, waarmee een tweede ronde overbodig werd. Hoewel Condé door de oppositie werd beschuldigd van fraude, werd hij op 14 december 2015 ingezworen voor zijn tweede termijn. In januari 2017 werd Condé verkozen tot voorzitter van de Afrikaanse Unie.
Om ook een derde termijn aan de macht te kunnen blijven, liet hij de grondwet wijzigen. Dit leidde tot protesten waarbij tientallen doden vielen. Tot grote woede van de oppositie won de 83-jarige Condé in oktober 2020 voor de derde keer de verkiezingen. Volgens het kiesbureau kreeg hij 59,5% van de stemmen en zijn belangrijkste opponent, Diallo, kreeg 33,5% van de stemmers achter zich. Om meer geld binnen te halen voor de schatkist voerde hij in 2021 een scherpe verhoging van de belastingen door en verhoogde de prijzen van brandstof met 20%, hetgeen leidde tot wijdverspreide frustratie. 

### Staatsgreep
Op 5 september 2021 vond een staatsgreep plaats tegen het regime van Alpha Condé door militairen onder leiding van kolonel Mamady Doumbouya. Militairen namen de president gevangen en wierpen zijn regering omver. Op de staatstelevisie werd een kort bericht uitgezonden, waarin een militair vertelde dat een interim-regering zou worden samengesteld.